# Pont del Frare
El Pont del Frare és un jaciment arqueològic prehistòric que es troba a la Pobla de Cérvoles, (Les Garrigues), inclòs a l'Inventari del Patrimoni Arqueològic i Paleontològic de Catalunya.
Ha estat situat cronològicament a l'Epipaleolític i les restes constaten que es tracta d'un centre o taller de producció i explotació de sílex.

## Situació geogràfica i geològica
Les seves coordenades UTM són X: 324460.00, Y: 4586140.00 i està a una altitud de 575 m sobre el nivell del mar.
El terreny és erm i es troba al vessant nord de la Serra del Llopera, a l'àrea del riu Set del Sord, al marge esquerre del riu Set. La zona està densament poblada de pins des d'on es controlen els bancals d'ametllers i oliveres.

## Descobriment i historiografia del jaciment
El jaciment fou localitzat l'any 1977 pel Grup de Recerques Arqueològiques "La Femosa". A més, s'han detectat actuacions prèvies d'aficionats i clandestins.

## Les troballes
A la fitxa generada el 1984, s'esmenta que es van trobar alguns rascadors, dos burins i un raspador, entre altres peces de sílex. En una prospecció ocular posterior no es va poder localitzar restes arqueològiques en superfície.
Actualment, les restes es troben al Museu Local Arqueològic d'Artesa de Lleida.